# Humber
O Humber é um grande estuário na costa leste do norte da Inglaterra. Ele é formado nas quedas de Trent, em Flaxfleet, pela confluência dos rios Trent e Ouse. Dali até o mar do Norte, ele é parte da fronteira entre os distritos de East Riding of Yorkshire na margem norte e North Lincolnshire e North East Lincolnshire na margem sul. Mesmo sendo um estuário do ponto de vista geográfico, muitos mapas o mostram como sendo o rio Humber.

## História

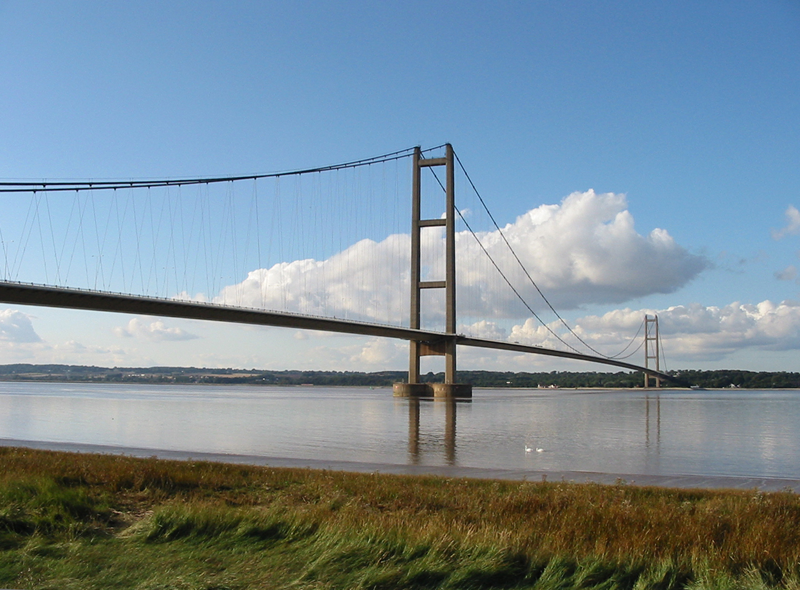
Ponte pênsil Humber vista do sudeste

Durante o período anglo-saxônico, o Humber era uma importante fronteira, separando a Nortúmbria dos reinos ao sul. De fato, o nome Northumbria deriva do anglo-saxônico Norðhymbre (plural), que significa "o povo ao norte do Humber".
Entre 1974 e 1996, as áreas hoje conhecidas como East Riding, North Lincolnshire e North East Lincolnshire fizeram parte do Humberside. Por centenas de anos antes disso, o Humber esteve entre Lindsey  e o East Riding of Yorkshire. "East Riding" é derivado de "East Thriding", sendo que thriding é uma palavra de origem nórdica que significa "terça parte". Desde o final do século XI, Lindsey é uma das "partes" de Lincolnshire.
A única forma de atravessar o atual estuário é pela Ponte Humber, que já foi a mais longa ponte pênsil do mundo.

## Etimologia
O nome do rio foi preservado ainda no período anglo-saxônico como sendo Humbre. O nome latino era Abus (provavelmente do verbo Abdo, que significa "cobrir com sombras") significa rio "negro/sombrio", da mesma forma que, em galês, Afon Ddu significa rio "negro/sombrio". Os nomes subsequentes Humbre/Humbri/Umbri podem ter mantido o mesmo significado. Outra hipótese é que, uma vez que o nome aparece nos topônimos "Humber Brook", perto de "Humber Court", em Herefordshire ou Worcestershire, a palavra humbr- pode ter sido uma palavra que significava "rio" ou algo similar na língua original falada ali antes que os celtas chegassem. Um elemento *ambri- "canal, rio" pode ser reconstituído a partir do prefixo proto-celta su- "bom", que geralmente se desenvolveu no galês *hy-.
As características do Humber aparecem com regularidade na crônica medieval do século XII de Godofredo de Monmouth, a Historia Regum Britanniae. De acordo com ele, o Humber, invariavelmente referido pela palavra latina para rio, fora batizado em honra a Humber, o Huno, que teria se afogado ali numa tentativa de invasão durante os primeiros anos de colonização britânica.

### Tributários e afluentes
- Rio Hull
- Rio Trent
- Rio Ouse